# Chekhovskye Medvedi
Il Čechovskie Medvevi (in russo Чеховские медведи, Orsi di Čechov) è la sezione di pallamano maschile della polisportiva CSKA con sede a Mosca; dal 2001 ha assunto la denominazione attuale e ha spostato la sede da Mosca a Čechov.

## Palmarès

### Titoli nazionali
- Campione dell'Unione Sovietica: 9
1973, 1976, 1977, 1978, 1979, 1980, 1982, 1983, 1987.
- Campione della Russia: 21
1993/94, 1994/95, 1999/2000, 2000/01, 2001/02, 2002/03, 2003/04, 2004/05, 2005/06, 2006/07, 2007/08, 2008/09, 2009/10, 2010/11, 2011/12, 2012/2013, 2013/2014, 2014/2015, 2015/2016, 2016/2017, 2017/2018, 2018/2019.
- Coppa della Russia: 1
2005/06.

### Titoli internazionali
- Coppa dei Campioni: 1
1987-88.
- Coppa delle Coppe: 1
1986-87.